# 競輪場前停留場
競輪場前停留場（日语：／ Keirinjo-mae teiryūjō */?）是位於愛知縣豐橋市東田町，屬於豐橋鐵道東田本線的電車站。車站編號為11。此站是距離豐橋單車館最近的車站。在單車館舉行活動時，豐橋站前設有免費穿梭巴士前往該處，因此此站沒有太多單車館乘客使用。本站在停泊線中設有數班列車從此站出發或以此站為終點站。

## 歷史
- 1950年（昭和25年）9月17日 - 電車站啟用。
- 2007年（平成19年）3月20日 - 電車站新設安全島。

## 電車站構造
本站位於共用軌道上，並設有1面1線的單式月台（設有安全島）。上下行列車會共用同一月台。往赤岩口、運動公園前方向的電車會開啟右邊車門（軸懸式驅動方式車輛，T1000形需要在下車車門乘車。）。車站附近豐橋鐵道的市內線營業處，在建築物前設有電車停泊線，經常設有車輛停泊。
在東田本線中，站前站至此站之間為雙線，此站至赤岩口停留場、運動公園前停留場之間則為單線。此站在設置安全島前的月台配置為2面2線。設置安全島後，來自豐橋站的列車需要等待約4分鐘，等待往赤岩口停留場、運動公園前停留場的列車交會，所需時間需要延伸1分鐘左右。

## 電車站周邊
- 豐橋單車館（日语：豊橋競輪場）
- 東田球場
- 櫻丘中學·高等学校（日语：桜丘中学校・高等学校 (愛知県)）
- 精文館書店（日语：精文館書店）、TSUTAYA豐橋東店
- 多米街道（日语：多米街道）
- 市電通

## 相鄰電車站
豐橋鐵道
東田本線
東田（10）－競輪場前（11）－井原（12）

## 注腳
1. ↑  豊橋鉄道株式会社　電車市内線営業所・路面電車（豊橋市/鉄道業）の電話番号・住所・地図｜マピオン電話帳（日語）